# Communauté de communes Sauer-Pechelbronn
La Communauté de communes Sauer-Pechelbronn est une des intercommunalités qui composent le Pays de l'Alsace du Nord située dans le département du Bas-Rhin et la région Grand Est.

## Historique
La communauté de communes Sauer-Pechelbronn existe officiellement depuis le 1er janvier 2008, elle est issue du regroupement de deux structures 
- la Communauté de communes de la Vallée de la Sauer (créée le 30 décembre 1993 et faisant suite au SIVOM de la Vallée de la Sauer créé en 1989)
- la Communauté de communes de Pechelbronn

## Composition
La communauté de communes est composée des 24 communes suivantes :

| Nom                    | Code Insee | Gentilé            | Superficie (km2) | Population (dernière pop. légale) | Densité (hab./km2) |
| ---------------------- | ---------- | ------------------ | ---------------- | --------------------------------- | ------------------ |
| Durrenbach (siège)     | 67110      | Durrenbachois      | 5,3              | 1 103 (2022)                      | 208                |
| Biblisheim             | 67037      | Biblisiens         | 2,24             | 353 (2022)                        | 158                |
| Dieffenbach-lès-Wœrth  | 67093      |                    | 3,61             | 335 (2022)                        | 93                 |
| Eschbach               | 67132      | Eschbachois        | 3,97             | 958 (2022)                        | 241                |
| Forstheim              | 67141      | Forstheimois       | 5,05             | 597 (2022)                        | 118                |
| Frœschwiller           | 67147      | Frschwillerois                   | 5,75             | 492 (2022)                        | 86                 |
| Gœrsdorf               | 67160      | Goersdorfois       | 13,14            | 1 054 (2022)                      | 80                 |
| Gunstett               | 67177      | Gunstettois        | 6,3              | 621 (2022)                        | 99                 |
| Hegeney                | 67186      | Hegenois           | 1,76             | 435 (2022)                        | 247                |
| Kutzenhausen           | 67254      | Kutzenhausenois    | 7,2              | 924 (2022)                        | 128                |
| Lampertsloch           | 67257      | Lampertslochois    | 10,43            | 695 (2022)                        | 67                 |
| Langensoultzbach       | 67259      | Langensoultzbagois | 13,09            | 910 (2022)                        | 70                 |
| Laubach                | 67260      | Laubachois         | 1,69             | 313 (2022)                        | 185                |
| Lembach                | 67263      | Lembachois         | 48,89            | 1 510 (2022)                      | 31                 |
| Lobsann                | 67271      | Lobsannais         | 2,73             | 660 (2022)                        | 242                |
| Merkwiller-Pechelbronn | 67290      | Merkwillerois      | 3,76             | 923 (2022)                        | 245                |
| Morsbronn-les-Bains    | 67303      | Morsbronnois       | 6,87             | 680 (2022)                        | 99                 |
| Niedersteinbach        | 67334      | Niedersteinbachois | 8,3              | 115 (2022)                        | 14                 |
| Oberdorf-Spachbach     | 67341      | Spachbachois       | 2,36             | 423 (2022)                        | 179                |
| Obersteinbach          | 67353      | Obersteinbachois   | 9,18             | 234 (2022)                        | 25                 |
| Preuschdorf            | 67379      | Preuschdorfois     | 7,57             | 891 (2022)                        | 118                |
| Walbourg               | 67511      | Walbourgeois       | 5,33             | 926 (2022)                        | 174                |
| Wingen                 | 67537      | Wingenais          | 16,79            | 453 (2022)                        | 27                 |
| Wœrth                  | 67550      | Wœrthois           | 6,47             | 1 676 (2022)                      | 259                |

### Géographie
- Le Parc naturel régional des Vosges du Nord compte 111 communes dont 39 en Moselle et 72 dans le Bas-Rhin[1], dont 14 au sein de la Communauté de communes Sauer-Pechelbronn :

Frœschwiller, Gœrsdorf, Kutzenhausen, Lampertsloch, Langensoultzbach, Lembach, Lobsann, Merkwiller-Pechelbronn, Morsbronn-les-Bains, Niedersteinbach, Obersteinbach, Preuschdorf, Wingen, Wœrth.

### Établissements publics de coopération intercommunale limitrophes

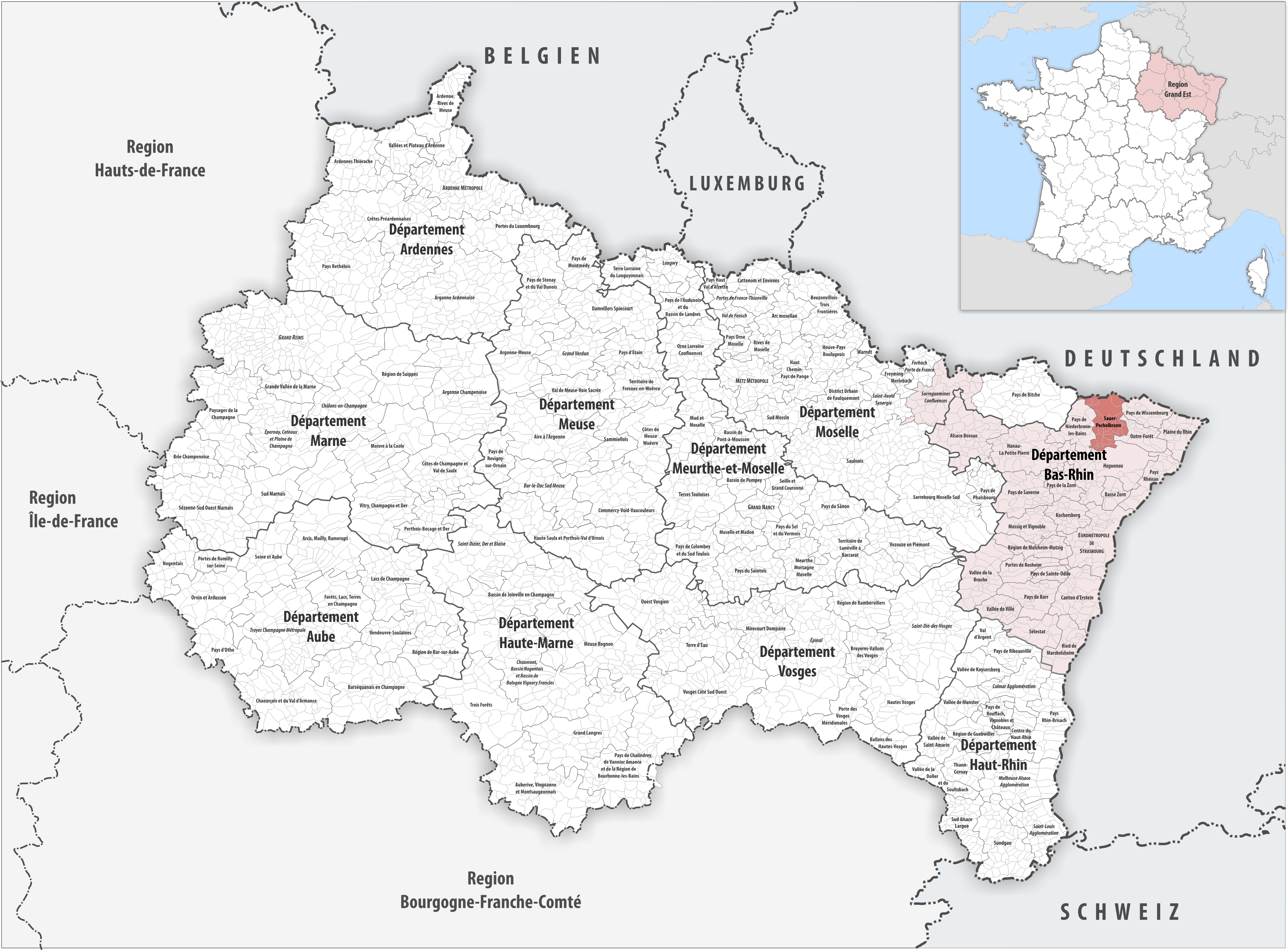
Communauté de communes Sauer-Pechelbronn au sein du Grand Est.

### Pôle d'équilibre territorial et rural
La communauté de communes, conjointement avec la communauté d'agglomération de Haguenau, les communautés de communes du Pays de Wissembourg, du Pays de Niederbronn-les-Bains, de la Basse-Zorn et de l'Outre-Forêt, forme le pôle d'équilibre territorial et rural (PETR) de l'Alsace du Nord.

## Administration
La communauté de communes Sauer-Pechelbronn a son siège à Durrenbach.
| Période   | Période   | Identité      | Étiquette | Qualité               |
| --------- | --------- | ------------- | --------- | --------------------- |
| mars 2001 | mars 2008 | Bernard Logel |           | Maire de Frœschwiller |

| Période   | Période      | Identité          | Étiquette | Qualité                 |
| --------- | ------------ | ----------------- | --------- | ----------------------- |
| mars 2001 | janvier 2008 | Armand Braconnier |           | Adjoint de Kutzenhausen |

| Période      | Période      | Identité        | Étiquette | Qualité           |
| ------------ | ------------ | --------------- | --------- | ----------------- |
| mars 2008    | juillet 2020 | Jean-Marie Haas | LR        | Maire de Gunstett |
| juillet 2020 | En cours     | Roger Isel      |           | Maire de Hegeney  |

### Budget et fiscalité 2023
En 2023, le budget de la communauté de communes était constitué ainsi :
- total des produits de fonctionnement : 8 150 000 €, soit 455 € par habitant ;
- total des charges de fonctionnement : 7 805 000 €, soit 436 € par habitant ;
- total des ressources d'investissement : 7 345 000 €, soit 410 € par habitant ;
- total des emplois d'investissement : 9 417 000 €, soit 526 € par habitant ;
- endettement : 78 090 000 €, soit 436 € par habitant.

Avec les taux de fiscalité suivants :
- taxe d'habitation (dont THLV et GEMAPI) : 12,52 % ;
- taxe foncière sur les propriétés bâties (dont GEMAPI) : 3,33 % ;
- taxe foncière sur les propriétés non bâties (dont GEMAPI) : 10,34 % ;
- taxe additionnelle à la taxe foncière sur les propriétés non bâties : 45,11 % ;
- cotisation foncière des entreprises (fiscalité additionnelle - dont GEMAPI) : 0,00 % ;
- cotisation foncière des entreprises (fiscalité prof. unique ou de zone dont GEMAPI) : 21,80 % ;
- cotisation foncière des entreprises (fiscalité des éoliennes - dont GEMAPI) : 0,00 %.

(nb : GEMAPI : Gestion des milieux aquatiques et prévention des inondations)

## Mobilités
La communauté de communes est devenue autorité organisatrice de la mobilité (AOM).

### Impact énergétique et climatique

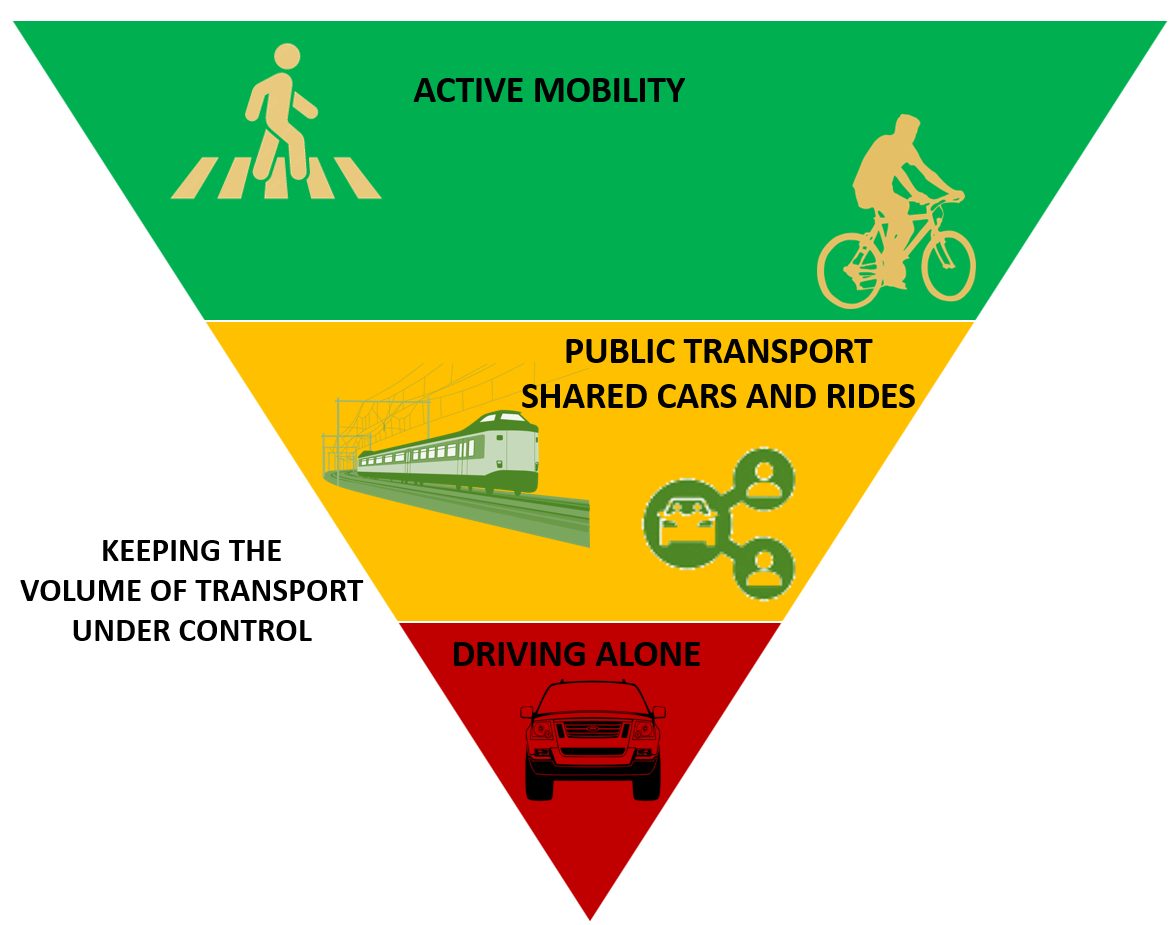
Pyramide de la mobilité, proposée par le projet européen Share North.

| -                              | Transports routiers | Autres transports |
| ------------------------------ | ------------------- | ----------------- |
| Carburant (GWh)                | 64                  | 0                 |
| Électricité (GWh)              | 0                   | 0                 |
| Gaz à effet de serre (ktéqCO2) | 16                  | 0                 |

## Environnement

### Énergie et climat
Dans le cadre du schéma régional d'aménagement, de développement durable et d'égalité des territoires (SRADDET) du Grand Est, ATMO Grand Est tient à jour les statistiques énergétiques  des établissements publics de coopération intercommunale de la collectivité européenne d'Alsace sous forme de diagramme de flux.
L'énergie finale annuelle, consommée en 2021, est exprimée en gigawatts-heures,.
| -                          | GWh |
| -------------------------- | --- |
| Électricité                | 78  |
| Carburants ou combustibles | 243 |
| Chaleur primaire           | 26  |

L'énergie produite en 2021 est également exprimée en gigawatts-heures.
| -                          | GWh |
| -------------------------- | --- |
| Électricité                | 3   |
| Carburants ou combustibles | 210 |
| Chaleur primaire           | 22  |

Les gaz à effet de serre sont exprimés en kilotonnes équivalent CO2.
| -                     | ktéqCO2 |
| --------------------- | ------- |
| Liées à l'énergie     | 45      |
| Non liées à l'énergie | 18      |